# Saint-Longis
Saint-Longis är en kommun i departementet Sarthe i regionen Pays de la Loire i nordvästra Frankrike. Kommunen ligger i kantonen Mamers som tillhör arrondissementet Mamers. År 2022 hade Saint-Longis 511 invånare.

## Befolkningsutveckling
Antalet invånare i kommunen Saint-Longis
| Referens: INSEE |